# Swihtred van Essex
Swihtred was van 746 tot 758 koning van Essex, hij was de kleinzoon van Sigeheard.
Net als zijn voorgangers was Swihtred geen onafhankelijke heerser, maar afhankelijk van het koninkrijk Mercia.